# Хиперболичка геометрија
У математици, хиперболичка геометрија (позната и као геометрија Лобачевског или геометрија Бољај-Лобачевског) је нееуклидска геометрија, у којој је промењен пети постулат еуклидске геометрије.
Постулат паралелности у еуклидској геометрији је еквивалентан тврђењу да, у дводимензионом простору, за произвољну праву l и тачку P која јој не припада, постоји тачно једна права која садржи P и не сече праву l, односно која је паралелна са l. У хиперболичкој геометрији постоје бар две праве кроз P које немају заједничких тачака са l, што значи да не важи постулат паралелности. У оквиру еуклидске геометрије конструисани су модели који поштују аксиоме хиперболичке геометрије, чиме је доказано да је пети постулат независан од осталих Еуклидових постулата.

## Историја
У трећој деценији деветнаестог века Николај Лобачевски и Јанош Бољај, независно један од другога, предлажу да се теорија паралелних утемељи на аксиоми која негира пети Еуклидов постулат. Немајући пред собом очигледну слику која би подупрла њихов поглед на основе геометрије, они су успели да изграде теорију која је, како је касније показано, исто онолико логички ваљана колико и еуклидска геометрија. Они су, како млади Јанош Бољај истиче у једном писму свом оцу, „ни из чега“ створили „један сасвим нови свет“. Први пут је заснована једна теорија у којој се не може позвати на очигледност, заснована је геометрија у којој постоје тачка Б и права a која је не садржи, такве да у њима одређеној равни постоји више од једне праве која садржи Б, а са правом a нема заједничких тачака.
Из геометријског света у коме се у потпуности могло ослонити на интуицију засновану на представама које стварају чула, закорачило се у свет који постоји изван дохвата нашег искуства. Није стога изненађујуће што њихове замисли нису за њихова живота доживеле признање које им припада. Само је Гаус разумео дубину и далекосежност њихових идеја, будући да су се, према његовим речима, оне подударале са његовим замислима од којих је неке снивао више од тридесет година. Занимљиво, Гаус је знао за замисли обојице заснивача хиперболичке геометрије, но није упознао ни једног од њих са резултатима другог. До Бољаја је доспела једна расправа на немачком језику Николаја Лобачевског, док Лобачевски никада није сазнао за рад Јаноша Бољаја.

## Увођење геометрије Лобачевског
Геометрија Лобачевског је геометрија заснована на Хилбертовим аксиомама везе, распореда, подударности и непрекидности и аксиоми Лобачевског.
Аксиома Лобачевског: Постоје тачка Б и права а која не садржи тачку Б такве да у њима одређеној равни постоји више од једне праве која садржи Б, а са а нема заједничких тачака.
Тачка Б и права а имају својство Лобачевског.
Геометрија Лобачевског се назива и хиперболичка геометрија или геометрија Гаус-Бољај-Лобачевског или геометрија Бољај-Лобачевског. Простор у коме су задовољене аксиоме хиперболичке геометрије зваћемо хиперболичким или простором Лобачевског, а сваку његову раван хиперболичком равни или равни Лобачевског.
Ако би у хиперболичком простору постојале тачка и права које задовољавају Плејферова аксиома, онда би свака тачка и права која је не садржи задовољавале исту аксиому, што противречи аксиоми Лобачевског. Дакле, важи
ТеоремаЗа сваку тачку Б хиперболичког простора и праву а која је не садржи, у њима одређеној равни постоје бар две праве које садрже тачку Б, a са а немају заједничких тачака.
Из Лежандрових теорема се може доказати и следећа
ТеоремаСледећи искази су еквиваленти аксиоми Лобачевског:
- Угао паралелности је оштар.
- Збир унутрашњих углова троугла је мањи од Пи.
- Збир унутрашњих углова равног просторног четвороугла је мањи од 2*Пи.
- Углови на противосновици Сакеријевог четвороугла су оштри.
- Један угао Ламбертовог четвороугла је оштар.
- Простоји права у равни оштог угла која је управна на једном краку тог угла, а не сече други крак.

У апсолутној геометрији важи пет ставова о подударности троуглова. У хиперболичкој геометрији важи, поред тих пет, још један, такозвани шести став према подударности који карактрише хиперболички простор. Он гласи: Два троугла су подударна ако и само ако су им одговарајући углови међусобно подударни. Последица овог шестог става је: у хиперболичкој геометрији свака сличност је подударност.

## Паралелност и хиперпаралелност
У равни Лобачевског постоји бесконачно много правих које садрже тачку Б и са правом а немају заједничких тачака. Сем тих правих постоји и бесконачно много правих које садрже тачку Б и секу праву а. Скуп свих правих које пролазе кроз Б можемо поделити на два скупа и то скуп који садржи све праве које секу праву а и скуп свих правих које не секу праву а. Међу свим тим правама постоје две праве а1 и а2 које раздвајају ова два скупа. Оне припадају скупу правих које не секу праву а.
ДефиницијаНека је у равни Лобачевског дата тачка Б и права а која не садржи тачку Б.
- За граничне праве а1 и а2 које раздвајају скуп правих које садрже тачку Б и не секу праву а и скуп правих које садрже тачку Б и секу праву а кажемо да су у тачки Б паралелне са правом а. Једна је паралелна са правом а у једном смеру, а друга у другом.
- За све остале праве које садре тачку Б и са правом а немају заједничких тачака кажемо да су хиперпаралелне са правом а.

### Особине паралелних правих
У еуклидској геометрији копланарне праве су биле паралелне ако су дисјунктне, а свака еквидистанта је била права. У хиперболичкој геометрији се особине паралелних правих суштински разликују од оних у еуклидској геометрији.
- Ако је Б теме неке произвољне полуправе паралелне некој правој а, К произвољна тачка те полуправе, а Б'  и К'  подножја управних из Б и К на правој а, онда је КК' <ББ' .
- Ако су а и б две међусобно паралелне праве, а л произвољна дуж, тада на правој б постоји јединствена тачка Л којој је Л'  подножје управне на правој а, таква да је ЛЛ' ≡ л.
- У хиперболичкој равни постоји јединствена права управна на једном, а паралелна са другим краком оштрог угла.
- Ако се праве а и б секу, управна пројекција једне на другу је тачка или отворена дуж.
- Ако су праве а и б међусобно паралелне, управна пројекција једне на другу је отворена полуправа.

### Особине хиперпаралелних правих
- Ако полуправа м'  садржи полуправу н' , тада једна од тих полуправих је хиперпаралелна правој а ако јој је хиперпаралелна и друга.
- Ако је права ц хиперпаралелна правој б, онда је и права б хиперпаралелна правој ц.
- Хиперпаралелност правих није транзитивна јер две праве које садрже неку тачку Б и хиперпаралелне су са правом а, нису међусобно паралелне.
- Постоји јединствена права управна на двема међусобно хиперпаралелним правама.
- Ако су праве а и б хиперпаралелне, управна пројекција једне на другу је отворена дуж.

## Модели хиперболичке равни
Постоји неколико модела који се користе за објашњавање Хиперболичке геометрије: Клајнов модел, Поенкареов диск модел, Поенкареов полуравански диск модел и Лоренцов модел. Ови модели дефинишу реалан хиперболички простор који задовољава аксиоме хиперболичке геометрије. Упркос именима која су добили, полураванске моделе је смислио Белтрами, а не Поенкаре или Клајн.

## Основне тригонометријске функције
(a) {\displaystyle cosh(x)={\frac {e^{x}+e^{-x}}{2}}}
(b) {\displaystyle sinh(x)={\frac {e^{x}-e^{-x}}{2}}}
(c) {\displaystyle tanh(x)={\frac {sinh(x)}{cosh(x)}}={\frac {e^{x}-e^{-x}}{e^{x}+e^{-x}}}}
Одавде добијамо:
(1) {\displaystyle \qquad cosh^{2}(x)-sinh^{2}(x)=1}
(2) {\displaystyle \qquad sinh(2x)=2cosh(x)sinh(x)}
(3) {\displaystyle \qquad cosh(2x)=cosh^{2}(x)+sinh^{2}(x)}.

Из (1) и (3) добијамо:
(3') {\displaystyle \qquad cosh(2x)=2cosh^{2}(x)-1.}

Користећи (1), (2) и (3), добијамо:
(4) {\displaystyle sinh(2x)={\frac {2tanh(x)}{1-tanh^{2}(x)}}}

(5) {\displaystyle cosh(2x)={\frac {1+tanh^{2}(x)}{1-tanh^{2}(x)}}}

(6) {\displaystyle tanh(2x)={\frac {2tanh(x)}{1+tanh^{2}(x)}}}.

Рачунањем, из дефиниције добијамо:

(7) {\displaystyle tanh(x+y)={\frac {tanh(x)+tanh(y)}{1+tanh(x)tanh(y)}}}.

Користећи и (c),
{\displaystyle tanh(x)={\frac {1-e^{-2x}}{1+e^{-2x}}}=1-{\frac {2}{e^{2x}+1}}},

тако да је {\displaystyle \qquad tanh(0)=0}.

## Синусна теорема
За сваки {\displaystyle h}-троугао {\displaystyle ABC} важи:

{\displaystyle {\frac {sin(A)}{sinh(a)}}={\frac {sin(B)}{sinh(b)}}={\frac {sin(C)}{sinh(c)}}.}

## Хиперболички однос
Дефиниција:
Ако се {\displaystyle h}-тачке {\displaystyle A}, {\displaystyle B} и {\displaystyle X} налазе на {\displaystyle h}-pravoj, правој, онда је њихов хиперболички однос:

{\displaystyle h(A,X,B)={\frac {sinh(d(A,X))}{sinh(d(X,B))}}}, \qquad ako je {\displaystyle X} između {\displaystyle A} i {\displaystyle B}, a inače je:

{\displaystyle h(A,X,B)=-{\frac {sinh(d(A,X))}{sinh(d(X,B))}}.}
Особине:
(1) {\displaystyle \qquad h(A,X,B)=-h(B,X,A)}
(2) ако је {\displaystyle X} između {\displaystyle A} i {\displaystyle B}, онда важи {\displaystyle \qquad h(A,X,B)\in (0,1)}
(3) ако су {\displaystyle X} и {\displaystyle A} са различитих страна {\displaystyle B}, онда важи {\displaystyle \qquad h(A,X,B)\in (-\infty ,-1)}
(4) ако су {\displaystyle X} и {\displaystyle B} са различитих страна {\displaystyle A}, онда важи {\displaystyle \qquad h(A,X,B)\in (-1,0)}

## Чевина теорема
Ако {\displaystyle h}-тачка {\displaystyle X} не припада ниједној од {\displaystyle h}-страница {\displaystyle h}-троугла {\displaystyle ABC}, тако да се {\displaystyle AX} и {\displaystyle BC} секу у {\displaystyle Q}, {\displaystyle BX} и {\displaystyle AC} у {\displaystyle R} и {\displaystyle CX} и {\displaystyle AB} у {\displaystyle P}, тада је:
{\displaystyle \qquad h(A,P,B)h(B,Q,C)h(C,R,A)=1}.

## Менелајева теорема
Ако {\displaystyle h}-права {\displaystyle l} не пролази ни кроз једно теме {\displaystyle h}-троугла {\displaystyle ABC}, тако да сече {\displaystyle BC} у {\displaystyle Q}, {\displaystyle AC} у {\displaystyle R} и {\displaystyle AB} у {\displaystyle P}, тада је: 
{\displaystyle \qquad h(A,P,B)h(B,Q,C)h(C,R,A)=-1}.